# Rußtapaculo

Verbreitungsgebiet (grün) des Rußtapaculos in Chile

Der Rußtapaculo, auch Dunkelgrauer Tapaculo genannt, (Scytalopus fuscus) zählt innerhalb der Familie der Bürzelstelzer (Rhinocryptidae) zur Gattung Scytalopus.
Früher wurde die Art als Unterart (Ssp.) des Magellantapaculo (Scytalopus magellanicus) angesehen, unterscheidet sich aber durch die Lautgebung.
Die Art ist in Chile endemisch.
Das Verbreitungsgebiet umfasst dichtes Unterholz gemäßigter Wälder von der Región de Atacama bis Región del Biobío bis 800 m Höhe.
Das Artepitheton kommt von lateinisch fuscus ‚braun‘.

## Merkmale
Der Vogel ist 11 cm groß, dunkelgrau, auf der Stirn schwärzlich, auf Rumpf und Rücken mit etwas Braun, die Unterseite ist blasser grau, die Flanken mitunter leicht gelblichbraun und dicht schwarz gebändert. Der Schnabel ist schwärzlich mit blasserer Basis, die Füße rosafarben. Vom ähnlichen Magellantapaculo (Scytalopus magellanicus) unterscheidet er sich durch die Beinfärbung und dem Ausmaß an Grau auf der Oberseite.
Die Art ist monotypisch.

## Stimme
Der Gesang wird als sehr kurzer, schneller, in der Tonhöhe ansteigender Triller beschrieben, der regelmäßig ein- bis zweimal pro Sekunde wiederholt wird.

## Lebensweise
Über Nahrung und Brutzeit ist nichts bekannt.

## Gefährdungssituation
Der Bestand gilt als nicht gefährdet (Least Concern).